# Claes Caldenby

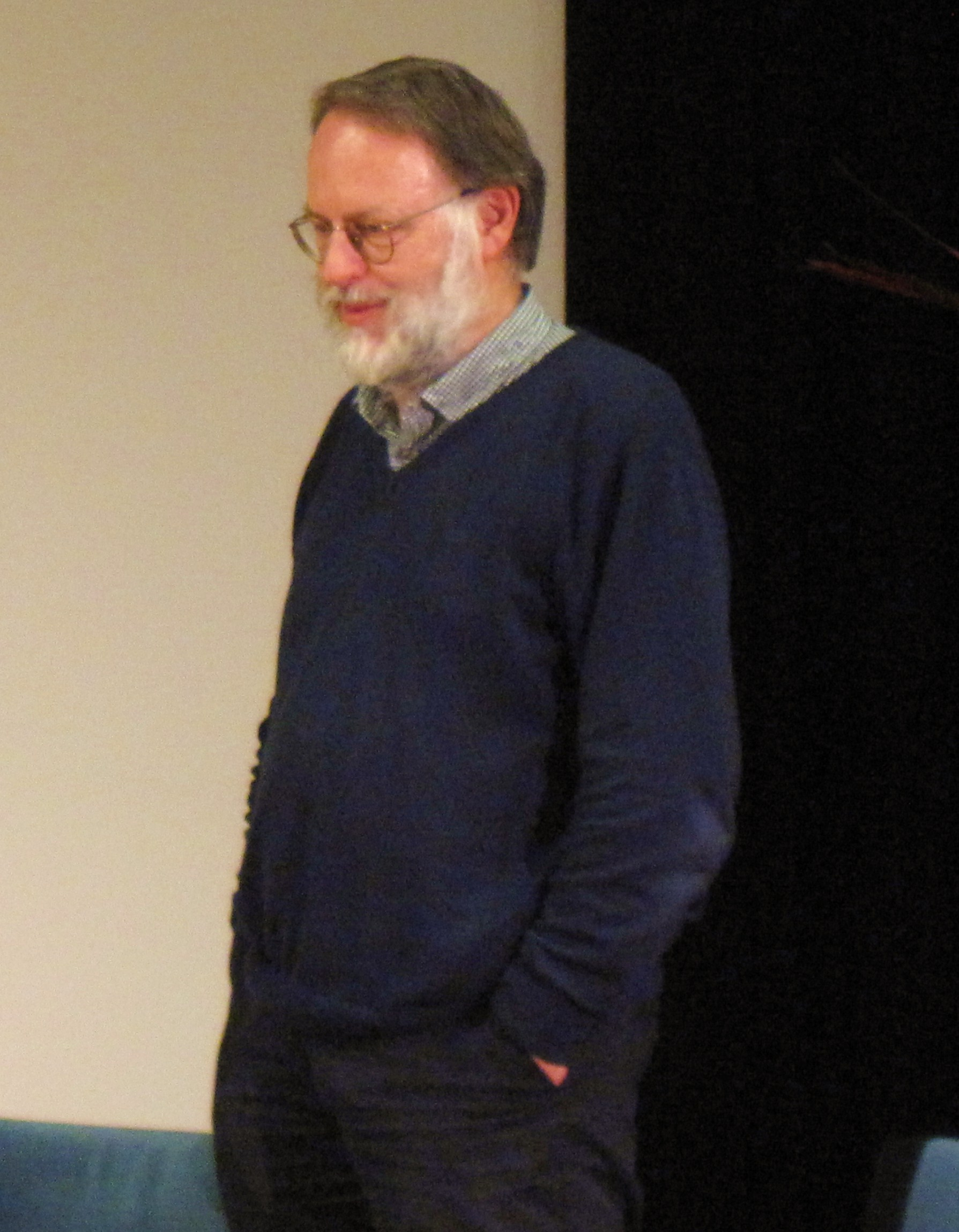
Claes Caldenby 2010

Claes Caldenby, född 1946 i Uppsala, är professor emeritus, tidigare professor i arkitekturens teori och historia på arkitekturinstitutionen vid Chalmers tekniska högskola i Göteborg. 1971 avlade Caldenby arkitektexamen vid KTH i Stockholm. Detta följdes av vidare studier och forskning med tonvikt på arkitekturhistoria. Han avlade en teknologie doktorsexamen 1992 vid Chalmers och innehade mellan år 2000 och 2013 en professur där.
Caldenby har dessutom varit verksam som redaktör för tidningen Arkitektur, samt arbetat på arkitektbyrån White åren 1989-2000. Caldenby har skrivit ett 60-tal böcker och omkring 600 artiklar främst rörande arkitekturteori och arkitekturhistoria; bland annat var han initiativtagare och huvudförfattare till boken Guide till Göteborgs arkitektur (Arkitektur Förlag AB, 2006).